# École de culture générale
Pour les articles homonymes, voir ECG.
En Suisse, l'école de culture générale (ECG), également appelée dans certains cantons école de commerce et culture générale, est une école à plein temps du degré secondaire II (au sens du Règlement de la CDIP du 25 octobre 2018) qui permet l'obtention du diplôme de culture générale. Ce diplôme permet d'accéder à certaines écoles supérieures. Il peut être complété par une maturité spécialisée en vue d'accéder à une haute école spécialisée correspondant à la filière d'études choisie. Selon le canton, il existe quatre ou cinq filières de formation. Un nouveau plan d'études cadre de la Conférence suisse des directeurs cantonaux de l'instruction publique (CDIP) qui réorganise la filière a été édicté en 2018, les cantons rédigeront pour leur part un nouveau plan d'études cantonal.
Filières dans le canton de Genève (un nouveau plan d'études sera mis en place à la rentrée 2021)
- socio-éducative
- santé
- artistique (arts et design, arts-musique, arts-théâtre)
- communication

Filières dans le canton de Vaud
- socio-pédagogique (domaines social et pédagogie)
- santé (domaine santé)
- artistique (domaines arts visuels ou musique)
- socio-éducative (domaine social)

## Liste des écoles de culture générale par canton

### Genève
- École de culture générale Jean-Piaget
- École de culture générale Henry-Dunant
- École de culture générale Ella-Maillart
- Collège et école de culture générale Madame de Staël
- École de commerce et de culture générale Aimée-Stitelmann

### Fribourg
- Collège du Sud
- École de culture générale Fribourg
- Gymnase intercantonal de la Broye

### Valais
- Oberwalliser Mittelschule
- ESC-ECG de Sierre
- ESC-ECG-EPP de Sion
- ESC-ECG de Martigny
- ESC-ECG de Monthey

### Vaud
Dans le canton de Vaud, les écoles de culture générale et de commerce sont intégrées aux gymnases :
- Gymnase d'Yverdon
- Gymnase de Nyon
- Gymnase de Morges
- Gymnase Auguste Piccard
- Gymnase de Beaulieu
- Gymnase du Bugnon
- Gymnase de Chamblandes
- Gymnase de La Cité
- Gymnase de Burier
- Gymnase intercantonal de la Broye
- Gymnase Provence
- Gymnase de Renens
- Gymnase de Bussigny

## Admission
À Genève, un élève qui a 15 ans et qui vient de terminer le Cycle d'orientation (CO), du degré secondaire I, peut intégrer l'école de culture générale s'il a les notes suffisantes, sinon il peut intégrer une filière de préqualification qui le préparera à intégrer l'ECG. Les élèves étrangers sont eux accueillis dans les filières d'accueil et peuvent être préparés à intégrer l'ECG.

## Durée d'études
Il faut compter 3 ans au minimum pour obtenir un certificat de l'école de culture générale et une année de plus pour obtenir un certificat de maturité spécialisée (soit 4 ans). Contrairement à la filière professionnelle qui permet de travailler après l'obtention d'un CFC (certificat fédéral de capacité) en 3 ou 4 ans, la formation de culture générale prépare à des études plus longues, il faudra compter au moins deux ans supplémentaires (par exemple en école supérieure) ou trois ans (en haute école spécialisée) pour obtenir un diplôme recherché sur le marché de l'emploi.

## Études après la formation de culture générale
En fonction de l'emploi que l'on désire occuper et du nombre d'années d'études que l'on est prêt à suivre on choisira avec précaution son orientation, et on vérifiera les possibilités offertes dans son canton.
Après le certificat de l'école de culture générale : 
- maturité spécialisée
- école supérieure
- examen professionnel (Brevet fédéral/Diplôme fédéral)

Après le certificat de maturité spécialisée :
- école supérieure
- examen professionnel (Brevet fédéral/Diplôme fédéral)
- haute école spécialisée
- haute école pédagogique
- passerelle DUBS pour accéder à l'Université